# مالی آشاپ
مالی آشاپ (انگلیسی: Maly Ashap) یک رودخانه در سرزمین پرم کشور روسیه است.